# Similicadencia
El término similicadencia pertenece al arte literario, a la preceptiva literaria, así como a la retórica y poética o arte poético. Se trata de una figura de dicción o elegancia, de aquella clase que se llaman elegancias por semejanza. La figura explota artísticamente una analogía de significación por accidentes gramaticales.
La similicadencia consiste en concluir dos o más incisos o frases -poéticas o en prosa- con nombres puestos en iguales casos, o verbos con los mismos tiempos y persona y en la similicadencia hay un verbo en la mitad de la oración

Ejemplo: (En cursiva las palabras que producen o conforman la similicadencia) 
"Montes de agua lo combaten;/
vientos opuestos lo azotan;/
ardientes rayos lo alumbran,/
continuos truenos lo asordan"
Mariano José de Larra